# Eva Bonnier
Eva Fredrika Bonnier (ur. 17 listopada 1857 w Sztokholmie, zm. 13 stycznia 1909 w Kopenhadze) – szwedzka malarka, specjalizująca się w portretach. Mecenas sztuki.
Razem z Hanną Pauli jest zaliczana do czołowych szwedzkich malarek przełomu XIX i XX wieku.

## Biografia

### Młodość i edukacja
Eva Bonnier była najmłodszą córką Alberta i Betty Bonnier (z domu Rubenson). Miała brata, Karla Ottona. Jej ojciec był wydawcą książek i założycielem wydawnictwa Bonniers förlag. Dorastała w zamożnym, mieszczańskim domu na Norrmalm w Sztokholmie. Lata spędzała na Dalarö. Rodzina dużo podróżowała za granicą i była dobrze zorientowana w europejskim środowisku kulturalnym. W 1875 roku rozpoczęła naukę w szkole artystycznej Augusta Malmströma. 28 sierpnia 1878 rozpoczęła studia w Akademien för de fria konsterna, które kontynuowała do wiosny 1883 roku, kiedy wyjechała do Paryża, by tam kontynuować edukację.

### Pobyt Francji
W Paryżu mieszkała do 1889 roku. W tym okresie studiowało tam ponad sto artystek z krajów skandynawskich, a wiele z nich było, jak Eva Bonnier, studentkami w Academii Colarossiego. Przez pierwszych kilka lat Eva Bonnier mieszkała w hotelu Montparnasse, ale potem założyła własne studio. W listach do rodziny w Szwecji opisywała życie codzienne Paryża oraz życie artystyczne. Część tej korespondencji została zebrana i wydana pod tytułem Pariserbref – konstnären Eva Bonniers brev 1883–1889.

#### Twórczość
Eva Bonnier w czasie pobytu w Paryżu dużo tworzyła. Jej obrazy utrzymane były w tradycji realistycznej. Brała udział w wielu wystawach, przeważnie razem ze Stowarzyszeniem Artystów Konstnärsförbundet. Podzielała przekonania jego członków, którzy byli przeciwnikami tradycji akademickich. Przez krótki okres była członkiem zarządu Konstnärsförbundet. Jej dorobek był często recenzowany w Szwecji. Dwukrotnie wzięła udział w wystawie Salonu paryskiego, uczestniczyła ponadto w światowych wystawach w Paryżu i Chicago. Malowała głównie portrety i obrazy figuratywne, w jej twórczości pojawiły się również watki społeczne, jak przedstawienia osób chorych. Motywem, który wówczas wydawał się najbardziej absorbować jej uwagę, był problem światła i koloru w zamkniętym pomieszczeniu i przeniesienie doświadczeń nowoczesnego malarstwa plenerowego do wnętrza. Doświadczenia te znalazły wyraz w takich dziełach jak: Odbicie w kolorze niebieskim (1887, Nationalmuseum), Szwaczki (1888) i Muzyka (1889, nagrodzona wyróżnieniem w Salonie paryskim). Kiedy przeniosła swoje zainteresowanie na malarstwo portretowe, stworzyła kilka dojrzałych dzieł, takich jak portrety: rzeźbiarza Vernera Åkermana, doktora Moritsa Rubensona, Lisen Bonnier jako rekonwalescentki i Hanny Marcus (Nationalmuseum). To właśnie w portrecie jej sztuka osiągnęła najwyższy poziom. Obok wspomnianych znalazły się tu portrety doktora Hjalmara Lundbohma, K. J. Meijerberga i Oskara Levertina. Portrety te, namalowane w latach dziewięćdziesiątych, były zarazem punktem kulminacyjnym i końcowym sztuki Evy Bonnier. 

#### Związek z Perem Hasselbergiem
Podczas pobytu w Paryżu Eva Bonnier poznała rzeźbiarza Pera Hasselberga. Oboje połączył skomplikowany związek uczuciowy. W 1892 roku mieli się pobrać, jednak zaręczyny zostały zerwane. Gdy Per Hasselberg w 1894 roku zmarł nagle na kiłę, Eva Bonnier adoptowała jego nowo narodzoną ze związku pozamałżeńskiego córkę, Julię.

### Powrót do Szwecji
Eva Bonnier powróciła do Szwecji, do studia przy Hamngatan w Sztokholmie by rozpocząć karierę zawodową. Zrealizowała serię portretów, ale po kilku latach przestała malować z powodu niskiej samooceny artystycznej. Prowadziła niezależne i wyemancypowane życie, różniące się znacznie od życia kobiet tamtych czasów. Dzięki odziedziczonemu majątkowi była niezależna finansowo i nie musiała pracować, by móc się utrzymać. Na przełomie stuleci wykonała kilka przedmiotów artystycznych, które wystawiała na dorocznych wystawach Konstnärsförbundet, ale w 1901 roku opuściła to stowarzyszenie.

#### Mecenat artystyczny i działalność donacyjna

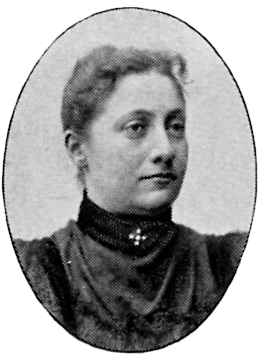
Eva Bonnier, Svenskt Porträttgalleri XX, 1901

Po zaniechaniu działalności artystycznej Eva Bonnier poświęciła się publicznemu mecenatowi. Przekazała dużą darowiznę na rzecz udekorowania Sztokholmu. Była jedną z pierwszych osób, które rozpoznały talent Hermana Norrmana i nabyły niektóre z jego największych dzieł. W 1902 roku przekazała jako darowiznę marmurowy posąg Carla Eldha Linnea dla Stockholms högskola, a w 1903 roku posągi Arona Jerndahla Ma się ku zmierzchowi i Portret dla Östermalms folkskola. Począwszy od 1903 roku przekazywała corocznie kwotę 10 tysięcy koron na rzecz dekoracji budynków i miejsc publicznych w stolicy. Przekazywała też kolejne dzieła sztuki, między innymi: dwa obrazy Nilsa Kreugera dla nowej Östermalms folkskola, relief Eldha Bawiący się chłopcy dla Östermalms högre läroverk, duży, obraz Carla Wilhelmsona Sztokholmski port dla jednej z sal sztokholmskiego urzędu pocztowego i dwie granitowe grupy niedźwiedzi w parku Berzelii dłuta Carla Millesa. Dzięki jej testamentom działalność donacyjna uzyskała trwałą i stałą formę. Kolejnymi dziełami sztuki, które pojawiły się w przestrzeni publicznej dzięki fundacji Evy Bonnier, były: Łucznik Millesa, wzniesiony obok galerii Liljevalchs konsthall na Djurgården, Fontanna Eldha przy Birger Jarlsgatan i dekoracja Einara Forsetha w kaplicy grobowej przy kościele Högalid.

### Śmierć
W ostatnich latach życia Eva Bonnier mieszkała z Julią w zwykłym domu w Lilla Bergshamra, a sezony letnie spędzała w Dalarö. W 1909 roku podczas wizyty w Kopenhadze przeziębiła się dostając wysokiej gorączki. Z niejasnych powodów wypadła z okna hotelu Cosmopolite umierając kilka dni później. Według niektórych był to zwykły wypadek, natomiast jej brat uważał, iż gorączka uaktywniła u siostry ukrytą depresję.
Eva Bonnier została pochowana w kwaterze żydowskiej cmentarza Norra begravningsplatsen w Solnie.

## Obrazy

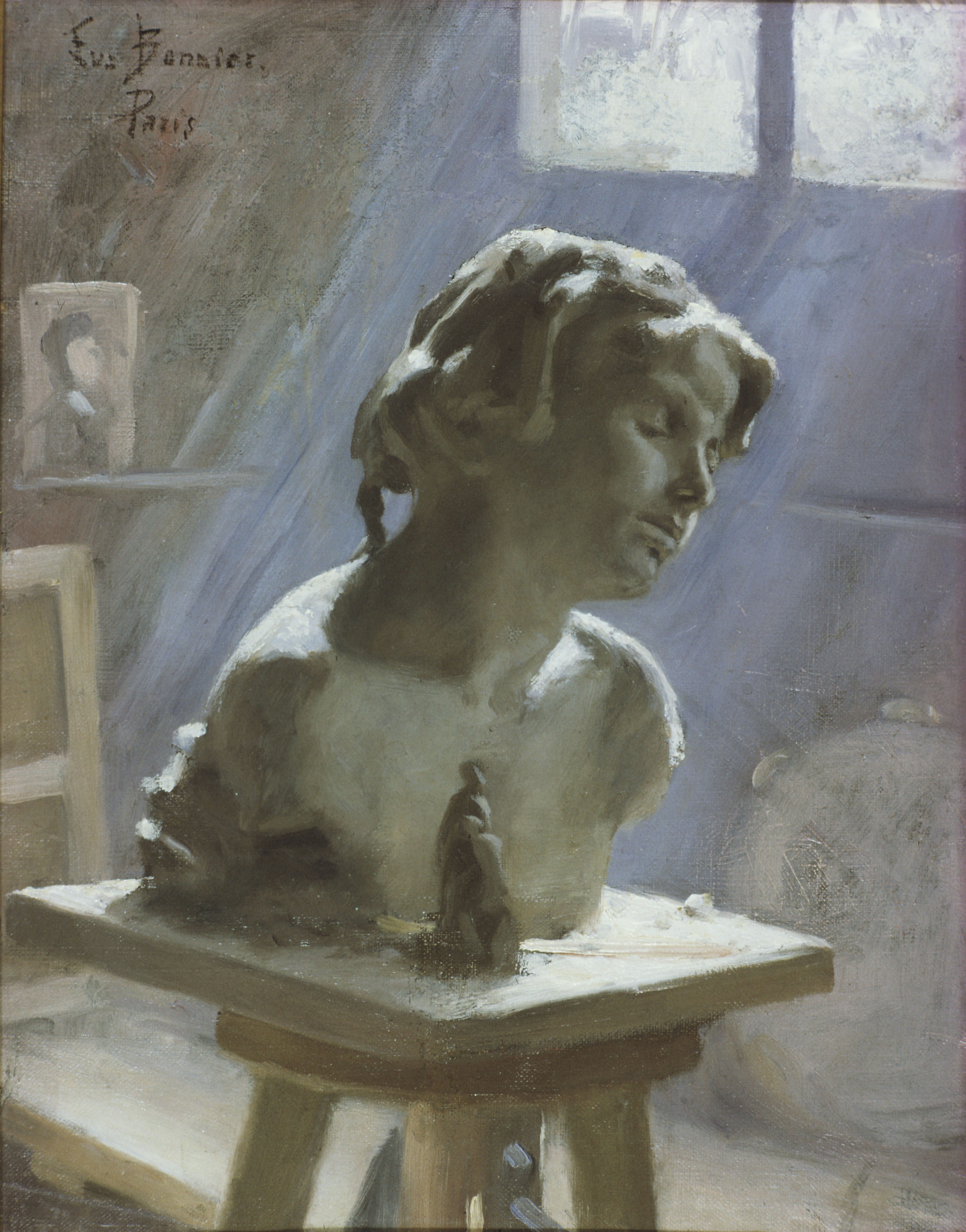
Wnętrze atelier w Paryżu, 1886 Nationalmuseum
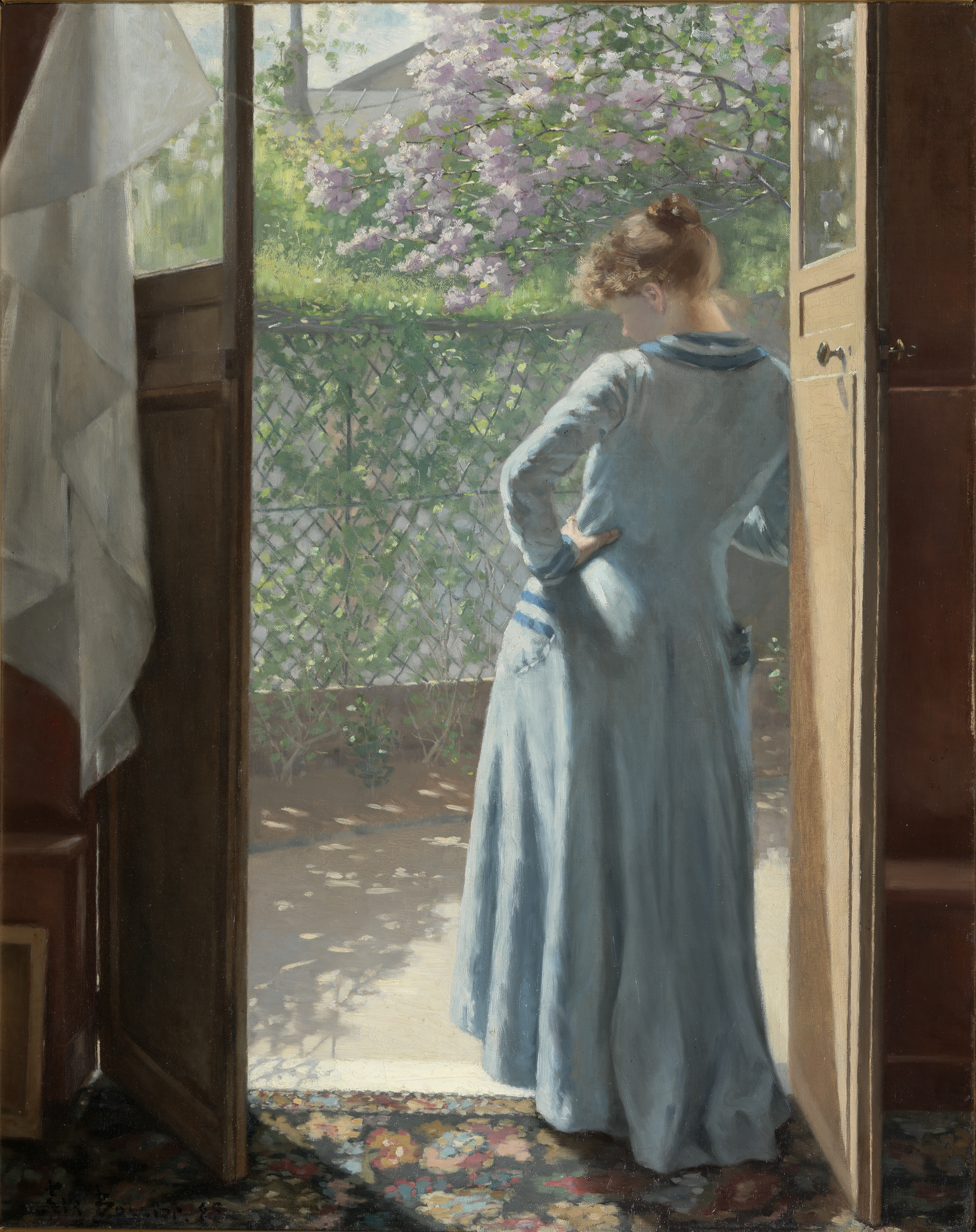
W drzwiach atelier, 1885, Bonnierska Porträttsamlingen
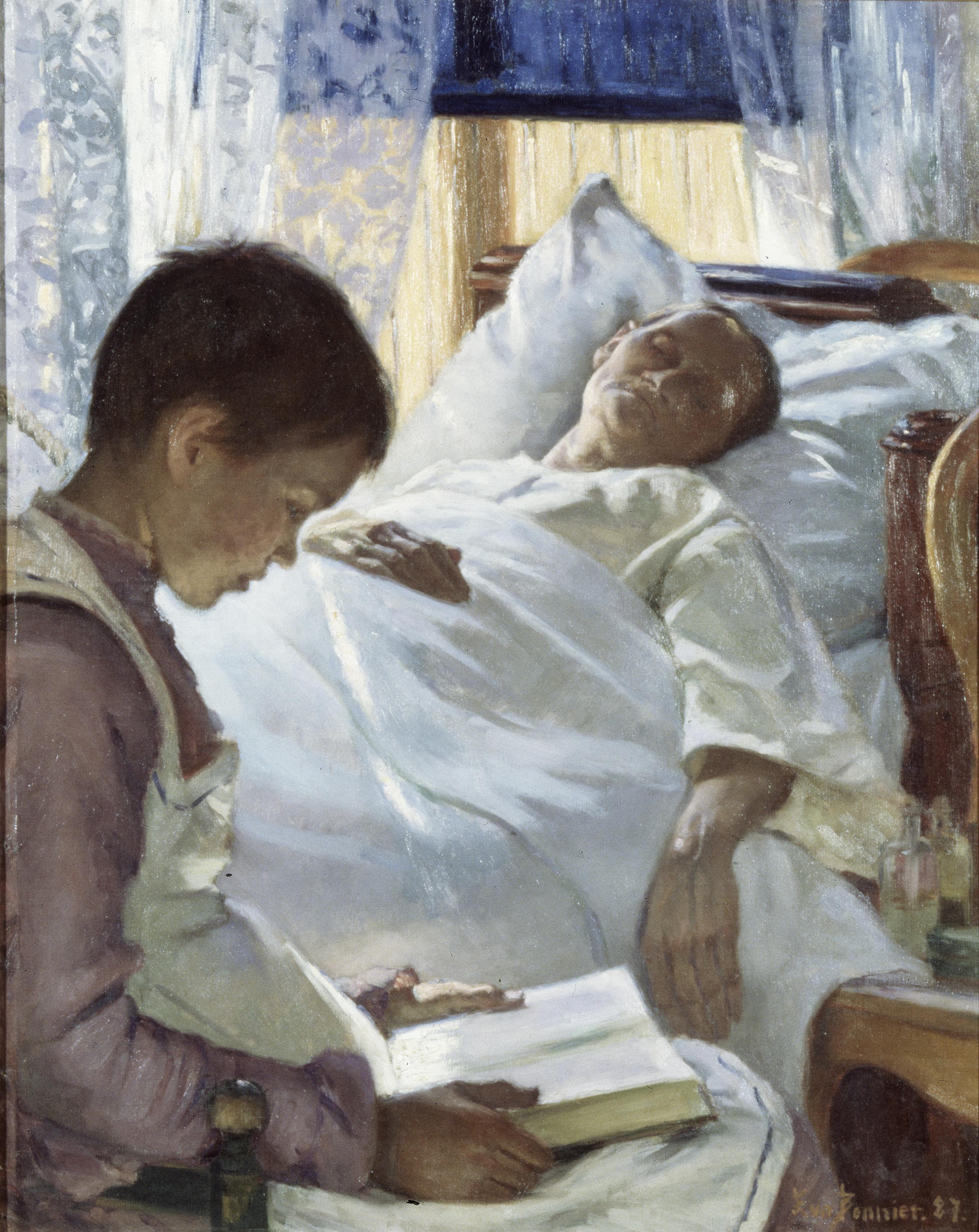
Odbicie w kolorze niebieskim, 1887, Nationalmuseum
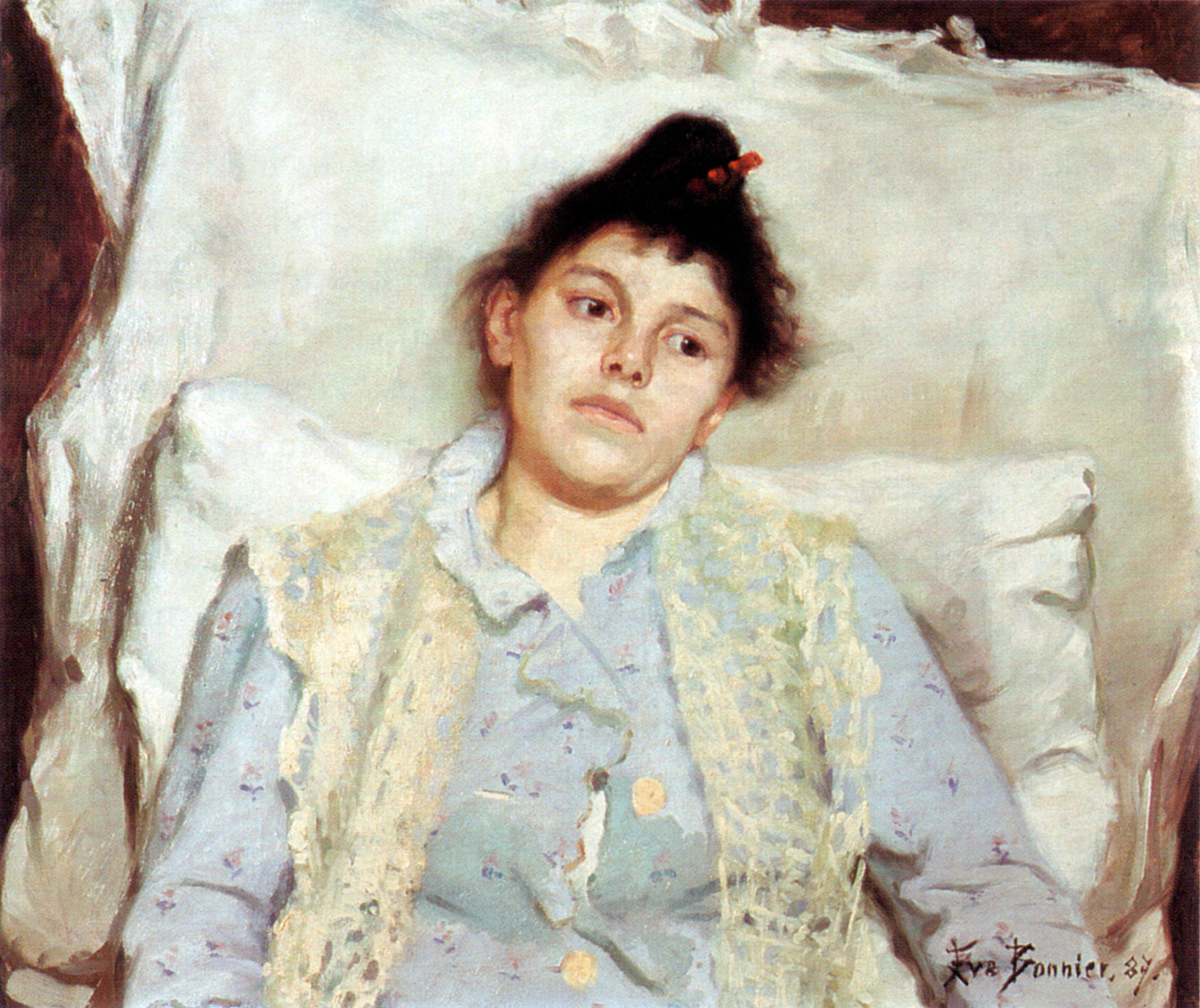
Magdalena, 1887,  Prins Eugens Waldemarsudde
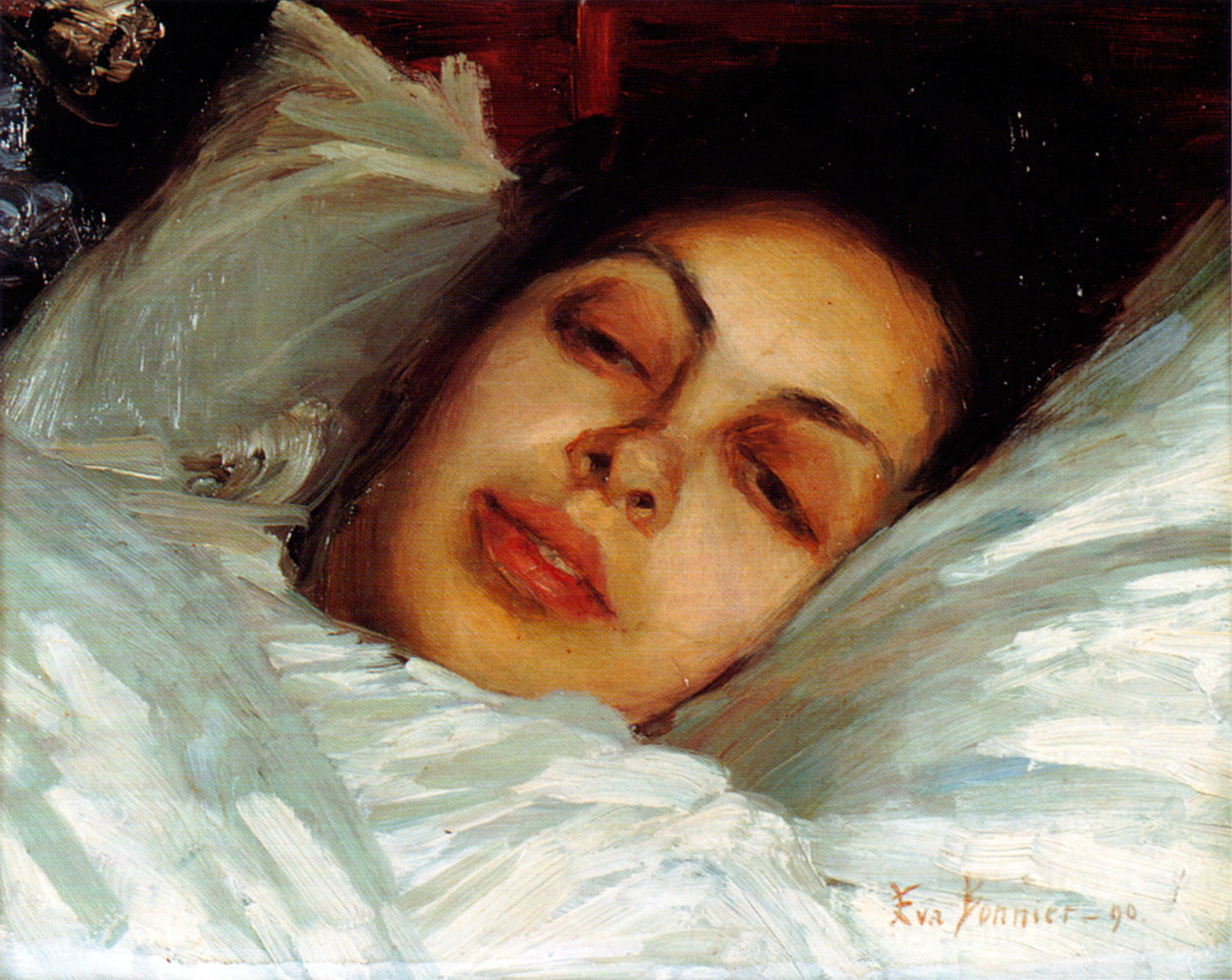
Rekonwalescentka, 1890, kolekcja prywatna
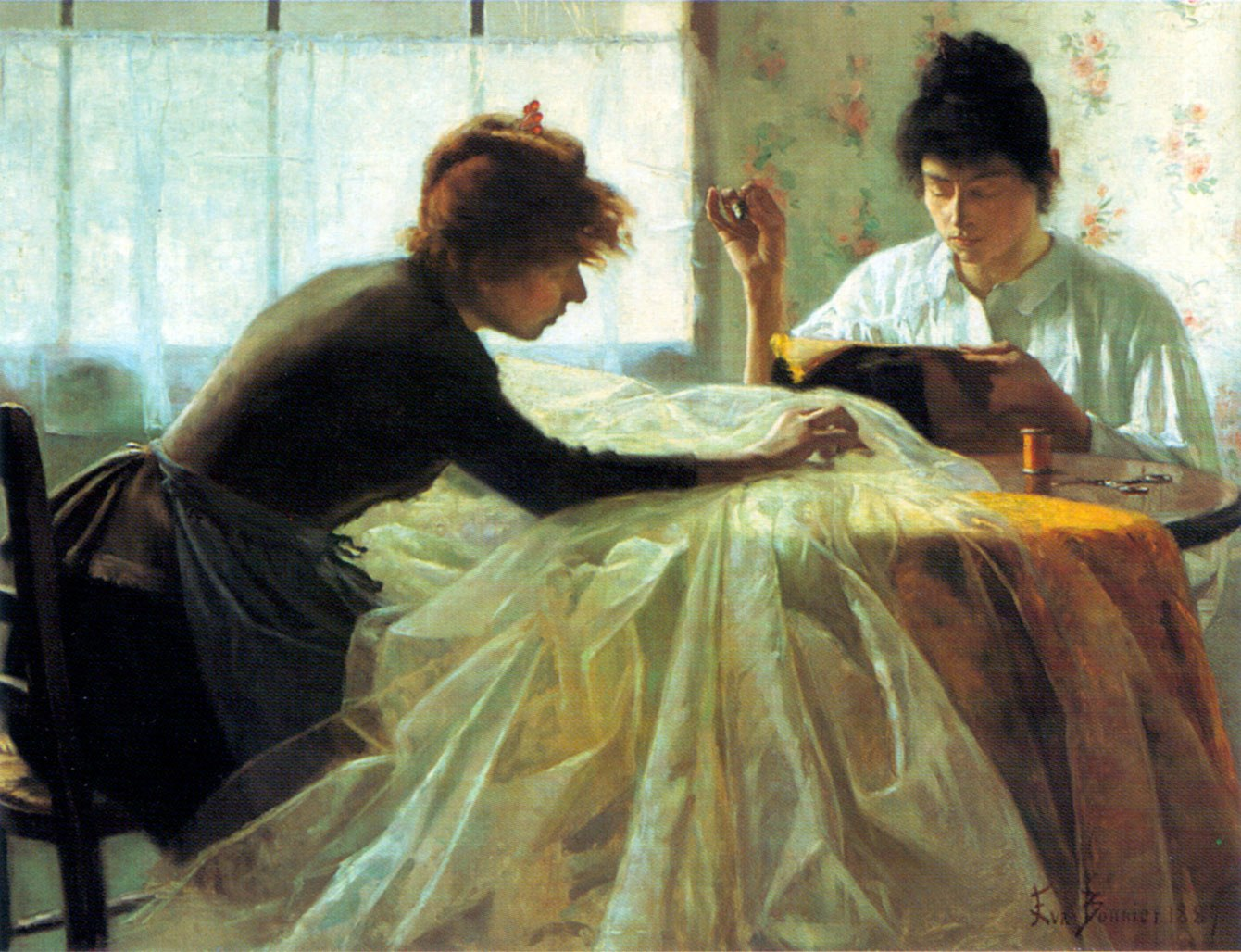
Szwaczki, 1887, Villa Bonnier
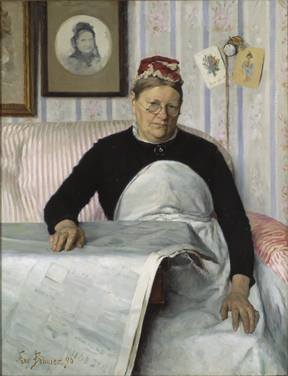
Gospodyni domowa, 1890, Nationalmuseum